# Jack and Jill: A Village Story
Jack and Jill: A Village Story (sem tradução para o português) é um romance ficcional infantil, publicado, originalmente, em 1879. Considerado um dos "livros para meninas", de Louisa May Alcott, seu enredo desenvolve-se em uma pequena cidade e New England, após a Guerra Civil Americana.